# Ǫ
Cette page contient des caractères spéciaux ou non latins. S’ils s’affichent mal (▯, ?, etc.), consultez la page d’aide Unicode.
Ǫ (minuscule : ǫ), ou O ogonek, est un graphème utilisé dans l’écriture de l’apache occidental, du chiricahua, du creek, du dadibi, du gwich'in, du mescalero et du navajo. Elle était aussi utilisée dans l’écriture du vieux norrois. Il s'agit de la lettre O diacritée d'un ogonek.
Il ne faut pas la confondre avec le O barre souscrite, le O vieux polonais ‹ ꟁ ›, ou le koppa ‹ ϙ ›

## Utilisation
Le O ogonek représente généralement la voyelle mi-fermée antérieure non arrondie ou mi-ouverte antérieure non arrondie nasalisée, /õ/ ou /ɔ̃/.

## Représentations informatiques
Le O ogonek peut être représenté avec les caractères Unicode suivants
- précomposé (latin étendu B)[1] :

| formes    | représentations | chaînes de caractères | points de code | descriptions                     |
| --------- | --------------- | --------------------- | -------------- | -------------------------------- |
| capitale  | Ǫ               | Ǫ                     | U+01EA         | lettre majuscule latine o ogonek |
| minuscule | ǫ               | ǫ                     | U+01EB         | lettre minuscule latine o ogonek |

- décomposé (latin de base, diacritiques) :

| formes    | représentations | chaînes de caractères | points de code | descriptions                                 |
| --------- | --------------- | --------------------- | -------------- | -------------------------------------------- |
| capitale  | Ǫ               | O◌̨                    | U+004F U+0328  | lettre majuscule latine o diacritique ogonek |
| minuscule | ǫ               | o◌̨                    | U+006F U+0328  | lettre minuscule latine o diacritique ogonek |